# Жоао Жилберто
Жоао Жилберто Прадо Переира де Оливеира (порт. João Gilberto Prado Pereira de Oliveira; 10. јун 1931 — 6. јул 2019) био је бразилски певач, текстописац и гитариста. Један је од оснивача музичког жанра боса нова 1950-их година. Звали су га „оцем боса нове”, а у Бразилу био је познат као O Mito (Легенда).

## Дискографија
- 1951: Quando Você Recordar/Amar é Bom
- 1951: Anjo Crue/Sem Ela
- 1952: Quando Ela Sai/Meia Luz
- 1958: Chega de Saudade/Bim Bom
- 1958: Desafinado/Hô-bá-lá-lá
- 1959: Chega de Saudade
- 1960: O Amor, o Sorriso e a Flor
- 1961: João Gilberto
- 1962: João Gilberto Cantando as Musicás do Filme Orfeo do Carnaval
- 1962: Boss of Bossa Nova
- 1962: Bossa Nova at Carnegie Hall
- 1963: The Warm World of João Gilberto
- 1964: Getz/Gilberto (са Стеном Гецом)
- 1965: Herbie Mann & João Gilberto with Antônio Carlos Jobim
- 1966: Getz/Gilberto Vol. 2 (са Стеном Гецом)
- 1970: João Gilberto en México
- 1973: João Gilberto
- 1976: The Best of Two Worlds (са Стеном Гецом)
- 1976: Amoroso
- 1977: Gilberto and Jobim
- 1980: João Gilberto Prado Pereira de Oliveira
- 1981: Brasil (са Каитаном Велозом, Жилбертом Жилом и Маријом Бетанијом)
- 1985: Interpreta Tom Jobim
- 1985: Meditação
- 1986: Live in Montreux
- 1987: Live in Montreux
- 1988: O Mito
- 1990: Stan Getz meets João & Astrud Gilberto
- 1991: João
- 1994: Eu Sei que Vou Te Amar
- 1996: Live at Umbria Jazz
- 2000: João Voz e Violão
- 2004: In Tokyo
- 2007: For Tokyo
- 2015: Um encontro no Au bon gourmet
- 2016: Getz/Gilberto '76 (са Стеном Гецом)